# Фройнд, Петер
Петер Фройнд (нем. Peter Freund; род. 17 февраля 1952, Унтераффербах) — немецкий писатель
, сценарист и продюсер.

## Автобиография
В 1971 году Петер Фройнд начал изучать публицистику, политологию и социологию. Во время своей учёбы он подрабатывал журналистом-фрилансером в Tagesspiegel и Sender Freies Berlin.С 1980 по 1986 он был организатором многих кинотеатров Берлина, с 1986 работал в кинопрокате, с 1993 года пишет и снимает для Fenix - Film в Берлине кинофильмы и сериалы.
Известным Петер Фройнд стал после создания им серии книг — фэнтези для подростков о Лауре Леандер. В них рассказывается о тринадцатилетней воспитаннице интерната, узнающей о своих необыкновенных способностях, которые нужны ей для борьбы со Злом. Изначально планировалось издать пять книг, но в 2007 году, по многочисленным просьбам читателей была издана шестая книга. Первый том в течение года после презентации был раскуплен тиражом свыше 100.000 экземпляров.
Петер Фройнд женат, у него двое детей, живёт в Берлине.

## Произведения

### Цикл книг о Лауре Леандер

#### Содержание
В свой тринадцатый день рождения Лаура Леандер узнает, что она рождена в «Числе Тринадцати» и что она, как и её пропавший отец, причислена к Стражникам Света, чья задача оберегать Землю и её сестру — близнеца Авентерру от Темных сил под предводительством Князя Борборона. Поэтому она должна упражняться в своих необыкновенных способностях, в чём ей помогают три обученных Стражника в интернате Равенштайн. А тренируется она в телекинезе, способности читать чужие мысли, путешествовать по снам. (Последнее помогает ей попадать в другие места в прошлом, чтобы там продолжать борьбу со Злом. В первых четырёх томах Лаура переживает многочисленные приключения, пытаясь уберечь Землю и Авентерру от Темных сил. Её брат Лукас и подруга Кайя часто сопровождают её. Лаура надеется освободить отца, которого Темная сторона уволокла на Авентерру, и очень часто рискует из-за этого. В конце четвёртой книги ей удается достичь своей цели, но она также стремиться узнать, почему умерла её мать. Конец пятой книги остается открытым, непонятно где Лаура продолжит борьбу, здесь или на Авентерре.
В шестой книге Лаура полностью забывает Авентерру. Тем не менее Темные Силы схватили её и Лаура впала в своего рода спячку. С помощью путешествий по снам она должна снова бороться со Злом, чтобы спасти себя и брата, который также попал в сети Темных Сил.

#### Названия томов из серии о Лауре Леандер
- Лаура и Тайна Авентерры. Ehrenwirth, 2002. ISBN 3-431-03513-2.
- Лаура и Печать Семи Лун. Ehrenwirth, 2003. ISBN 3-431-03562-0.
- Лаура и Оракул Серебряного Сфинкса. Ehrenwirth, 2004. ISBN 3-431-03196-X.
- Лаура и Проклятье Повелителей Драконов. Ehrenwirth, 2005. ISBN 3-431-03634-1
- Лаура и Кольцо Огненной Змеи. Ehrenwirth, 2006. ISBN 3-431-03694-5
- Лаура и Лабиринт Света. Ehrenwirth, 2007. ISBN 3-431-03720-8
- Лаура и Поцелуй Чёрного Демона. cbj, 2011. ISBN 3-570-15382-7

### Другие произведения
- Город забытых мечтаний. Droemer/Knaur, 2004. ISBN 3-426-19644-1.

### Серия книг о драконах
- Под чарами Чёрного Рыцаря. cbj, 2008. ISBN 978-3-570-21828-0
- Монстр из глубин. cbj, 2008. ISBN 978-3-570-21829-7
- Танец призраков. cbj, 2009. ISBN 978-3-570-21830-3
- Призрак Полуночи. cbj, 2009. ISBN 978-3-570-21831-0

#### Книги цикла «Мистерия»
- MYSTERIA: Ворота Огня. cbj, 2008. ISBN 978-3-570-13363-7
- AYANI: Дочери Сокола. cbj, 2009. ISBN 978-3-570-13724-6
- Sinkalion: Меч Судьбы. cbj, 2010 ISBN 3-570-13365-6

### Сценарии
- Лаура и Тайна Авентерры (?)
- Охотники Сокровищ Балтийского моря (2007)
- Я всего буду с вами(2002)
- Ления — Величайшая воительница всех времен(2000)
- Дуэль в пропасти (1999)
- Обратный отсчет в море (1998)
- Убийца в моем доме.(1997)
- Попытка — Священник и Девушка (1994)